# Brian Hart (coureur)
Brian Hart (Enfield, Middlesex, 7 september 1936 – 5 januari 2014 ) was een Brits autocoureur en constructeur met een achtergrond in de luchtvaart. Hij was het best bekend als de oprichter van Brian Hart Ltd., een bedrijf dat motoren ontwikkelt en bouwt om in de autosport te dienen. Hij reed ook een Formule 1-race voor het team Protos, de Grand Prix van Duitsland 1967 op de Nürburgring en finishte hierin als twaalfde in een Formule 2-wagen.